# Vlastimil Železný
Vlastimil Železný (18. dubna 1928 Doubravník – 18. prosince 1952 Věznice Pankrác) byl český student a protikomunistický odbojář odsouzený v politickém procesu komunistickým režimem k trestu smrti a v roce 1952 popraven.

## Životopis
Narodil se v roce 1928 v Doubravníku. Jeho otec působil jako vrchní strážmistr. Po studiu na reálném gymnáziu v Tišnově začal studovat na lékařské fakultě v Brně.
Po převratu v únoru 1948 se zapojil do protikomunistického odboje. V rámci své odbojové činnosti shromažďoval zbraně a šířil protirežimní letáky. Spolupracoval s odbojářem Aloisem Pokorným. Od dubna 1950 byl nucen se skrývat. Během neshod s odbojářem Františkem Mrkvou, s nímž se skrýval, jej zavraždili při potyčce. Zatčen byl v červenci 1951. Poté byl v politickém procesu odsouzen k trestu smrti. Popraven byl v prosinci 1952 v pankrácké věznici.

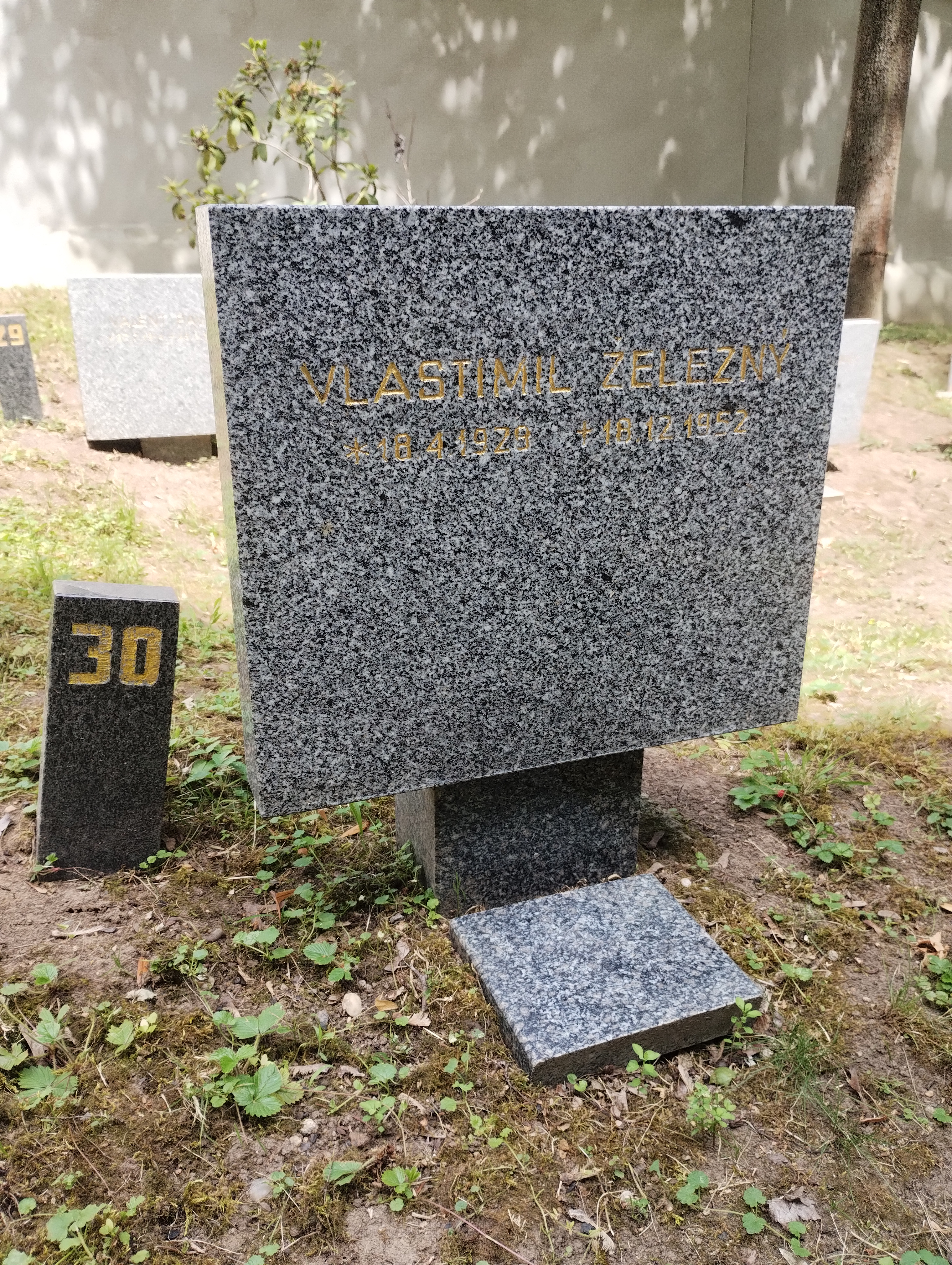
Symbolický náhrobek V. Železného na Čestném pohřebišti v Ďáblicích

Podle vyšetřování z roku 1993 jednal Železný v sebeobraně a střelba na Mrkvu byla v tomto smyslu oprávněná. V Tišnově jeho památku připomíná pamětní deska umístěná na kameni.